# Tetjana Sajenko
Tetjana Grigoriwna Sajenko (ukrainisch Тетяна Григорівна Саєнко) (* 26. Juli 1951 in Druschkiwka; † 7. Januar 2013 in Havanna, Kuba) war eine ukrainische Diplomatin. Ab 1983 war sie im Ministerium für auswärtige Angelegenheiten in der Ukraine tätig. 2009 wurde sie zur außerordentlichen und bevollmächtigten Botschafterin der Ukraine in der Republik Kuba ernannt. Dort betreute sie unter anderem aktiv das Programm kubanischer Ärzte „Kinder aus Tschernobyl“.